# Xenopipo uniformis
Xenopipo uniformis là một loài chim trong họ Pipridae.